# Coenonympha irregularis
Coenonympha irregularis är en fjärilsart som beskrevs av Gradl 1933. Coenonympha irregularis ingår i släktet Coenonympha och familjen praktfjärilar. Inga underarter finns listade i Catalogue of Life.